# Azerbejdżan Zachodni
Azerbejdżan Zachodni (pers. ‏استان آذربایجان غربی‎, azer. غربی آذربایجان اوستانی) – ostan w północno-zachodnim Iranie. Stolicą jest Urmia.

## Geografia
Azerbejdżan Zachodni położony jest w północno-zachodnim Iranie w obrębie trzeciego regionu administracyjnego. Od wschodu graniczy z Azerbejdżanem Wschodnim, od południowego wschodu z Zandżanem, od południa z ostanem Kurdystan, od zachodu z prowincjami irackiego Kurdystanu: As-Sulajmanijją i Irbilem oraz z Turcją, a od północy z azerbejdżańską Nachiczewańską Republiką Autonomiczną. Zajmuje powierzchnię 37 411,4 km².
Do większych miejscowości położonych na terenie tego ostanu należą: stołeczna Urmia, Bukan, Mahabad, Choj, Takab, Maku, Salmas, Piranszahr, Naghade, Szahin Deż, Osznawije, Mijandoab, Sardaszt, Mahmudabad i Ghatur.
Inne miejscowości: Anbi, Baradżugh, Baran Duz, Barbaran, Barugh, Baruż.
Wsie: Abbas Bolaghi, Abdollahabad, Achi Dżan, Agh Ghale, Agh Kand-e Barugh, Agh Tape, Agha Bejk, Aghadżari, Aghbal, Aghbolagh-e Hamadani, Aghbolagh-e Olja, Aghcze Ghale, Aghcze Masdżed, Aghczelu, Aghdarre-je Olja, Aghdarre-je Sofla, Aghdasz, Aghkand, Aghlijan, Aghrablu, Nouruzabad.

## Demografia
Według danych z 1991 roku Azerbejdżan Zachodni liczył 2 496 320 mieszkańców, z których 52,68% zamieszkiwało miasta, 47,31% wsie, a pozostali stanowili ludy wędrowne. Według spisu ludności z 2006 roku mieszkańców było 2 873 459. Spis ludności z 2011 roku podaje 3 080 576 mieszkańców, co stanowiło 4,10% populacji Iranu. Wśród tych osób 1 555 127 stanowili mężczyźni, a 1 525 449 kobiety. 69,3% stanowiła ludność w wieku 15–64 lat, 25,3% w wieku do lat 14, a 5,4% w wieku lat 65 i starsi.